# Intimidade emocional
A intimidade emocional é um aspecto das relações interpessoais que varia em intensidade de um relacionamento para outro e varia de um momento para outro, assim como a intimidade física. A intimidade emocional envolve uma percepção de proximidade com o outro, compartilhamento de sentimentos pessoais e validação pessoal.

## Descrição
A intimidade emocional pode ser expressa na comunicação verbal e não verbal. O grau de conforto, eficácia e experiência mútua de proximidade podem indicar intimidade emocional entre os indivíduos. A comunicação íntima é expressa (por exemplo, conversa) e implícita (por exemplo, amigos sentados próximos em um banco de parque em silêncio).
A intimidade emocional depende principalmente do grau de proximidade, bem como da natureza do relacionamento e da cultura em que é observado.
A intimidade emocional é um evento psicológico que acontece quando os níveis de confiança e comunicação entre duas pessoas são tais que promovem o compartilhamento mútuo do eu mais profundo um do outro. Dependendo do histórico e das convenções dos participantes, a intimidade emocional pode envolver a revelação de pensamentos, sentimentos e emoções para chegar a um entendimento, oferecer apoio mútuo ou construir um senso de comunidade. Ou pode envolver o compartilhamento de um dever, sem comentários.

A intimidade profunda requer um alto nível de transparência e abertura. Proximidade e vulnerabilidade, que podem ser desconfortáveis para alguns, são peças importantes para a intimidade emocional. Isso inclui discutir as características positivas e negativas um do outro.